# Annie Parisse
Anne Marie Cancelmi, conhecida como Annie Parisse (Anchorage, 31 de julho de 1975) é uma atriz americana mais conhecida por seu papel como a promotora assistente Alexandra Borgia no seriado de longa data Law & Order e a agente Debra Parker na série The Following. Participou de outras séries como Third Watch, Friends, e The Pacific. Atualmente participa da série Friends from College produzida pela Netflix.